# Дежа вю (фильм, 2006)
«Дежа вю» (фр. Déjà Vu) — американский научно-фантастический боевик Тони Скотта. Главные роли исполнили Дензел Вашингтон, Джеймс Кэвизел и Пола Пэттон.
В нем участвует агент ATF, который путешествует назад во времени в попытке предотвратить бытовой теракт, который происходит в Новом Орлеане, и спасти женщину, в которую он влюбляется.
Съемки проходили в Новом Орлеане после урагана «Катрина». Премьера фильма состоялась в Нью-Йорке 20 ноября 2006 года, а в прокат в США и Канаде он вышел 22 ноября 2006 года. Фильм получил смешанные отзывы критиков и заработал 180 миллионов долларов по всему миру при производственном бюджете в 75 миллионов долларов. Это был 23-й самый успешный фильм в мире за 2006 год. Фильм был номинирован на 6 наград, выиграв международную премию Gold Reel Award.

## Сюжет
В день праздника Жирный вторник на морском пароме в Новом Орлеане происходит взрыв, из-за которого погибают 543 человека. Расследование ведёт ФБР, полиция, а также бюро АТО. Агент бюро Даг Карли́н должен ответить на вопрос, какой взрывчаткой пользовался террорист. При расследовании он узнаёт, что, во-первых, среди погибших — его напарник Ларри Минутти, а во-вторых, примерно за час до взрыва звонила какая-то женщина, просила описать внешность Дага и оставила свой номер телефона. Карлин перезванивает по этому номеру, но никто не берёт трубку, и он просто диктует сообщение на автоответчик.
Вскоре его вызывают в морг. На берегу было обнаружено тело молодой женщины с ожогами. Она могла быть одной из жертв теракта, но её нашли раньше. Кроме множественных ожогов, у неё отрезаны пальцы на правой руке, а на губах есть следы клейкой ленты. В полицейском участке он встречает её отца, заявившего об исчезновении дочери, узнаёт её имя — Клэр Кучивер. В её доме он находит много интересного: в мусорной корзине лежит множество окровавленных бинтов и ваты, буквы из детской игрушки образуют на стене надпись «Ты можешь спасти её» (U CAN SAVE HER), а среди записей в автоответчике — его недавний звонок.
Вскоре эксперты устанавливают тип и цвет машины, в которой предположительно террорист провёз на паром взрывчатку. Точно такую же машину Клэр Кучивер собиралась продать и даже дала объявление в газету. Даг Карлин принимает основной версией следующую: террорист похитил Клэр ради машины, а чтобы скрыть следы, убил и попытался подстроить её смерть, как ещё одну жертву теракта. Удивляет Карлина только множество его собственных отпечатков, найденных в доме Клэр, — остальные следователи считают, что он просто наследил при первом обыске, но сам Даг отчётливо помнит, что действовал очень аккуратно.
Вечером агента Карлина приглашают в секретную лабораторию. На экране компьютера он видит бухту, освещённую утренним солнцем, но изображение выглядит так, будто камера парит в воздухе, повинуясь командам. Ему объясняют, что это — секретный проект «Белоснежка». Семь «гномов» — спутники слежения — сканируют участок территории всеми возможными способами, а компьютер формирует полную копию реального мира и выдаёт оператору изображение и звук в любой его точке, даже внутри закрытого помещения. Но расчёт очень сложный и занимает 4,5 дня, а «комплексный кадр» настолько большой, что сохранить его нельзя. Поэтому им нужен компетентный специалист — Даг должен сказать, куда надо смотреть.
Даг велит наблюдать за домом Клэр, который, к счастью, оказывается в зоне действия системы. Также Даг приказывает принести в лабораторию все записные книжки и другие личные вещи Клэр. После многих часов наблюдения она перестаёт быть для него рядовой жертвой преступления.
Кроме того, он замечает много странностей в работе «Белоснежки» и заставляет учёных раскрыть тайну. Оказывается, перед ним не компьютерная симуляция, а открытый канал в прошлое, где Клэр жива и здорова. Даг убеждает своих новых коллег изменить прошлое — остановить преступника и предотвратить теракт. Одни учёные говорят, что прошлое неизменно, другие считают, что в результате вмешательства появится параллельный мир. Вскоре все соглашаются сделать то, что хочет Даг.
Как раз в этот момент террорист по телефону спрашивает Клэр про машину. По базе данных телефонных звонков группа наблюдения определяет место и направляет туда «Белоснежку». Даг просит написать записку и переслать её к себе же на стол — он помнит, что в тот день задержался в офисе. Однако пока учёные это делают, Даг уже уходит с работы, и записку читает его напарник.
Наблюдатели видят, как напарник пытается в одиночку арестовать преступника и падает, сражённый несколькими выстрелами в грудь. Террорист грузит тело в свой фургон. Вскоре его машина должна покинуть зону действия «Белоснежки», поэтому Даг садится в «хаммер» и отправляется в погоню. В «хаммере» лежит «киберглаз» — похожее на видеокамеру устройство, которое показывает прошлое. Ведя машину, Даг с помощью «киберглаза» видит одновременно настоящую дорогу и эту же дорогу 4,5 дня назад. Следуя за преступником, Даг подъезжает к загородному дому, уничтоженному большим взрывом — в прошлом дом ещё цел. Даг видит на земле следы сильного огня — на этом месте преступник добил его друга, а тело облил горючей смесью и уничтожил.
Теперь у следствия достаточно информации, чтобы поймать преступника. На допросе тот чистосердечно признаётся в содеянном и рассказывает Дагу о своих мотивах. Террорист уверен, что останется в истории, но Даг считает иначе. С молчаливого согласия начальника группы один из учёных, несмотря на предшествующие неудачные опыты по переброске живых организмов, отправляет его в прошлое.
При переброске в прошлое мощнейший электромагнитный импульс тормозит сердечную деятельность Дага, его забрасывают в ближайший госпиталь в состоянии клинической смерти, но там его реанимируют. Не имея документов, Даг обезоруживает охранника и похищает машину «Скорой помощи». Он подъезжает к дому террориста и успевает спасти Клэр. Преступник стреляет в них, ранит Дага в плечо и взрывает баллоны с газом. Считая, что его враги погибли, преступник отправляется взрывать паром.
Даг едет с Клэр к ней домой и перевязывает рану. Даг выстраивает буквы на стене в надпись «Ты можешь спасти её». Он пытается объяснить Клэр, что с помощью специального устройства видел будущее и должен его предотвратить. Клэр поначалу не верит, но звонит в АТО, просит описать внешность агента и сообщает дежурному оператору свой номер. Видя окровавленные бинты в урне, Даг понимает, что во многом благодаря именно его действиям комната и приобрела тот вид, в котором он её застал при обыске, — то есть ему пока так ничего и не удалось изменить. Пытаясь защитить Клэр, он берёт её с собой на паром.
Однако сошедший на берег террорист видит знакомую машину, которая не должна была быть на причале, и возвращается на паром. Видя это, Клэр также запрыгивает на паром, чтобы помочь Дагу. Но террорист захватывает её и сажает в машину с бомбой, а затем устраивает перестрелку с охраной. Клэр по просьбе Дага заводит машину. Сидящая за рулём Клэр сбивает террориста, а Даг, пользуясь моментом, стреляет в него и убивает. Даг и Клэр, стремясь отвести взрыв от парома, разгоняют машину, и она падает в воду. Даг освобождает Клэр, но сам погибает при взрыве машины.
Ошеломлённая произошедшим Клэр сидит на берегу. Офицер полиции говорит ей, что она должна всё рассказать следователю, — этим следователем оказывается «настоящий» агент Даг Карлин. Они садятся в машину. Через некоторое время Даг задумывается и словно что-то вспоминает. Тогда Клэр задаёт Дагу вопрос, который он ей задал несколькими часами ранее, а Даг, загадочно улыбаясь (это и есть дежавю: играла знакомая музыка), отвечает ей её же собственными словами.

## В ролях
| Актёр            | Роль                             |
| ---------------- | -------------------------------- |
| Дензел Вашингтон | специальный агент АТО Даг Карлѝн |
| Пола Пэттон      | Клэр Кучевер                     |
| Джеймс Кэвизел   | Кэролл Ортстард                  |
| Брюс Гринвуд     | агент ФБР Джек Маккриди          |
| Вэл Килмер       | агент ФБР Пол Призварра          |
| Адам Голдберг    | доктор Александер Денни          |
| Элден Хенсон     | Гуннарс                          |
| Эрика Александер | Шанти                            |
| Мэтт Крайвен     | агент АТО Ларри Минути           |
| Марк Финни       | агент АТО Кевин Доннелли         |
| Эль Фэннинг      | Эбби                             |
| Энрике Кастильо  | мистер Кучевер, отец Клэр        |

## Предыстория и производство

### Сценарий
Идея триллера о путешествиях во времени родилась у сценаристов Билла Марсили и Терри Россио, которые были друзьями. У Россио была одностраничная идея фильма под названием «Предыдущее осуждение» о полицейском, который использует Окно времени, чтобы заглянуть на семь дней назад, чтобы расследовать убийство своей девушки. Пока они обсуждали это, Марсили сказал: «У меня было что-то вроде взрывного озарения: „НЕТ! Он должен влюбиться в неё, *пока* наблюдает за последними днями её жизни. Впервые он должен увидеть её на вскрытии!“
Позже Россио написал: «Первая идея была хороша, и вторая тоже, и вместе они были великолепны. Идеи, проблемы и темы, казалось, перекликались, и в конечном итоге сценарий создавал впечатление, будто рассказывает единую мощную историю»

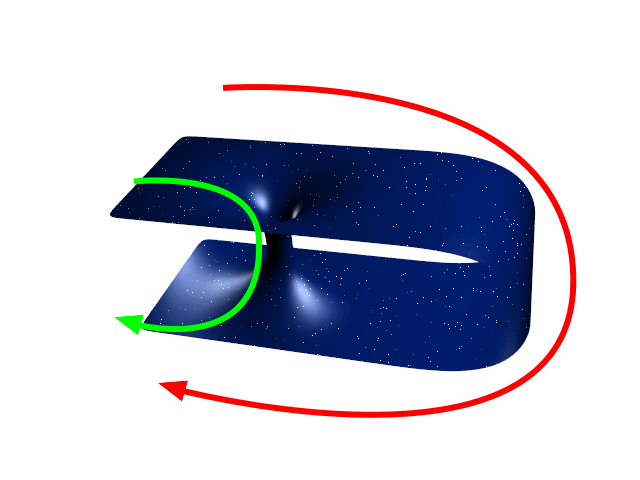
Топологическое представление, почти идентичное идее Грина, использованной в фильме для объяснения червоточины.

Марсилий и Россио написали сценарий вместе. Из-за трудностей с коммуникацией они общались по электронной почте, пытаясь развить сюжет.
Однако создание предшественника «Дежа вю» было отложено терактами 11 сентября 2001 года, которые нарушили жизнь Марсилия, уроженца Нью-Йорка, и выходом в 2003 году фильма «Пираты Карибского моря: Проклятие Чёрной жемчужины», который захватил родной Лос-Анджелес Россио. Однако к 2004 году оба сценариста завершили разработку концепции. Брайан Грин из Колумбийского университета был привлечён в качестве консультанта, чтобы помочь создать научно обоснованный образ сценария. Грин заявил: «Я стараюсь… объяснить червоточины с помощью сгибания бумаги и соединения углов – это есть в фильме, и было забавно увидеть, как это вошло в фильм».
Сценарий был продан за рекордные 5 миллионов долларов.
Его купил Джерри Брукхаймер, который уговорил Дензела Вашингтона сыграть главную роль, а Тони Скотта – стать режиссёром. Позже Россио писал, что Скотт был «совершенно неправильным выбором, поскольку Тони заявил, что ему неинтересно снимать научно-фантастический фильм, и предложил отказаться от аспекта путешествий во времени. … Я надеялся, что у нас есть сценарий, который мог бы стать следующим „Шестым чувством“. Тони хотел снять очередной посредственный фильм о слежке».
Россио говорит, что в какой-то момент Скотт покинул проект, и ему с Марсили пришлось работать над сценарием, чтобы Дензел не ушёл. Они переделывали сценарий две недели, и «доработка оказалась настолько удачной, что Дензел не только согласился, но и позвонил Тони и уговорил его вернуться». Сообщается, что Дензел заставил Тони посмотреть ему в глаза и поклясться, что больше не уйдёт из фильма. Тони согласился, но при одном условии: он хотел бы привлечь собственных сценаристов.

### Визуальные эффекты
Редактор визуальных эффектов Марк Вариско, ранее сотрудничавший с режиссёром Скоттом над фильмом «Домино» 2005 года, вновь работал со Скоттом над созданием полноценного фильма «Дежа вю». В общей сложности во время съёмок «Дежа вю» было снято около 400 сцен с визуальными эффектами. Во время съёмок «Домино» они приобрели устройство LIDAR, включающее лазеры для рассеивания света с целью картографирования небольшой области; Скотт и Вариско решили снова использовать это устройство во время съёмок «Дежа вю». Кроме того, они использовали камеру высокого разрешения Panavision Genesis для съёмки кадров, охватывающих прошлое, в которое команда «Белоснежки» будет всматриваться на протяжении всего фильма, а также различных ночных сцен. Аппарат LIDAR, которым управляла нанятая техасская компания, специализирующаяся на разработке устройства, выполнил сканирование квартиры Клэр Кучевер, парома, офиса ATF и актрисы Паулы Паттон, среди прочих объектов. Редактор эффектов Закари Такер объединил элементы, созданные техасской компанией LIDAR, с компьютерной графикой, чтобы создать сцены путешествий во времени, показанные в фильме.
Взрыв «Штумпфа» был снят с использованием настоящего новоорлеанского парома на участке реки Миссисипи, специально выделенном для этого события; подготовка к инциденту заняла более четырёх часов. Под руководством эксперта по пиротехнике Джона Фрейзера паром был полностью покрыт огнезащитным составом и оснащён пятьюдесятью бензиновыми бомбами, включающими чёрную грязь и дизельное топливо, каждая из которых должна была взорваться в течение пяти секунд. Люди и автомобили были добавлены позже в качестве элементов компьютерной графики. Крис Лебензон в значительной степени отвечал за перемещение кадров с каждой из шестнадцати камер, чтобы создать ощущение продолжительной сцены взрыва. Эффектный взрыв фактически не нанёс парому значительных повреждений; после пескоструйной обработки и перекраски паром был очень похож на свой прежний вид. Паром был возвращён в эксплуатацию через четыре дня после завершения съёмок сцены фильма. Во время съёмок подводных сцен с автомобилями настоящие автомобили сбрасывались в воду; позже были добавлены компьютерные эффекты, имитирующие взрывы существ. Композинг был выполнен в программе для спецэффектов Autodesk Inferno.

## Критика
На сайте Rotten Tommatoes фильм имеет рейтинг 55 % на основе 156 рецензий.

## Награды
Фильм получил 6 номинаций, выиграв в одной из них.

## Саундтрек
| №   | Название                                    | Автор(ы)              | Оригинал         | Длительность |
| --- | ------------------------------------------- | --------------------- | ---------------- | ------------ |
| 1.  | «Algiers Ferry»                             | Гарри Грегсон-Уильямс |                  | 3:06         |
| 2.  | «The Aftermath»                             | Гарри Грегсон-Уильямс |                  | 4:30         |
| 3.  | «Dazzle Me»                                 | Гарри Грегсон-Уильямс |                  | 2:25         |
| 4.  | «Claire's Apartment»                        | Гарри Грегсон-Уильямс |                  | 4:12         |
| 5.  | «Better Have Some KY»                       | Гарри Грегсон-Уильямс |                  | 5:36         |
| 6.  | «You Can Save Her»                          | Гарри Грегсон-Уильямс |                  | 9:03         |
| 7.  | «Humvee Chase»                              | Гарри Грегсон-Уильямс |                  | 6:03         |
| 8.  | «Tell Me The Truth»                         | Гарри Грегсон-Уильямс |                  | 3:08         |
| 9.  | «The Hideout»                               | Гарри Грегсон-Уильямс |                  | 4:21         |
| 10. | «Coming Back To You»                        | Гарри Грегсон-Уильямс | Мэйси Грэй       | 3:21         |
| 11. | «Humvee Chase (The Sonic Terrorists remix)» | Гарри Грегсон-Уильямс | Sonic Terrorists | 3:39         |
| 12. | «Claire's Rescue»                           | Гарри Грегсон-Уильямс |                  | 4:19         |

Песня которая играет по радио, исполняется группой The Beach Boys. А название песни — «Don’t worry baby».